# ماریا، ملکه پرتغال
ماریا، ملکه پرتغال (انگلیسی: Maria of Aragon, Queen of Portugal؛ ۲۹ ژوئن ۱۴۸۲ – ۷ مارس ۱۵۱۷) نجیب‌زادهٔ اهل تاج آراگون بود. وی از ۳۰ اکتبر ۱۵۰۰ تا زمان مرگش در ۱۵۱۷ ملکه پرتغال و دومین همسر پادشاه مانوئل یکم، پادشاه پرتغال به‌شمار می‌رفت. مانوئل بیوه خواهر بزرگتر ماریا، ایزابل آراگون، ملکه پرتغال بود.

## زندگی

### زندگی ابتدایی
ماریا در ۲۹ ژوئن ۱۴۸۲ در کوردوبا به دنیا آمد و سومین دختر زنده‌مانده از ایزابلای اول کاستیل و فرناندوی دوم، پادشاه آراگون (پادشاه کاتولیک) بود. او همچنین چهارمین فرزند از پنج فرزند زنده‌مانده آن‌ها بود و یک قل سقط شده داشت (منابع در مورد جنسیت قل دیگر ماریا اختلاف نظر دارند). او هم مانند خواهرانش، تعلیمات کاملی را پشت سر گذاشت، نه تنها در کارهای مربوط به خانه بلکه در حسابداری، لاتین و چند زبان دیگر، تاریخ، فلسفه و علوم کلاسیک‌ها.

### ازدواج
در نقش یک شاهدخت اسپانیایی، ازدواج با او در سیاست‌های اروپایی اهمیت بسیار داشت. پیش از ازدواج او با مانوئل یکم، پادشاه پرتغال، والدینش ایده ازدواج او با پادشاه جیمز چهارم اسکاتلند را در نظر داشتند. این در زمانی بود که ازدواج خواهر کوچکترش، کاترین، با آرتور، ولیعهد ولز در حال برنامه‌ریزی بود. فرناندوی دوم و ایزابل یکم فکر می‌کردند اگر ماریا ملکه اسکاتلند شود، دو خواهر می‌توانند صلح را میان همسرانشان حفظ کنند. این برنامه‌ها، اما، به جایی نرسید. خواهر بزرگترش ایزابلّا، پرنسس آستوریاس نخستین همسر مانوئل یکم بود، اما مرگ او در ۱۴۹۸ ضرورت ازدواج مجدد مانوئل را به وجود آورد و بدین ترتیب ماریا (خواهر ملکهٔ متوفی) به عنوان عروس بعدی پادشاه پرتغال در نظر گرفته شد و پیوندهای سلطنتی با دودمان سلطنتی شبه‌جزیره ایبری را تقویت کرد.
ماریا و مانوئل در ۳۰ اکتبر ۱۵۰۰ در آلکاسر دو سال ازدواج کردند و ماریا به عنوان مهریه ویزئو و تورس ودراس را به عنوان جهیزیه دریافت کرد. او ۱۰ فرزند داشت که هشت نفر از آن‌ها به بلوغ رسیدند، از جمله پادشاه ژوآئو سوم پرتغال، ملکه روم مقدس ایزابلای پرتغال و بئاتریس، دوشس ساوُی.

### ملکه
ملکه ماریا به صورت زنی با چهرهٔ رنگ‌پریده و لاغر توصیف شده بود، با چانه‌ای فرورفته و شخصیتی بسیار جدی. علیرغم این که او در دوره‌ای مهم در تاریخ پرتغال - زمانی که دربار پرتغال یکی از ثروتمندترین دربارهای اروپا بود - ملکه بود، اما هیچ نقشی برجسته به عنوان یک نجیب‌زاده نداشت. جدی و متدین، ملکه ماریا اوقات خود را به دوخت و دوز، عبادت‌های مذهبی و نظارت بر تعلیم فرزندانش مطابق با اصول اخلاقی والدینش اختصاص داده بود. او ارتباط نزدیک با والدینش را حفظ می‌کرد، با خواهران شوهرش دوشس ایزابلّا از براگانزا و ملکه بیوه، الئونورا، و مادرشوهرش بئاتریس رابطه خوبی داشت و مجالس بزرگی با حضور زنان درباری اسپانیایی و پرتغالی برپا می‌کرد. پادشاه مانوئل طبیعت متدین او را ارج می‌نهاد، به او احترام می‌گذاشت و در طول دوران بارداری‌اش لباس‌ها و جواهرات گران‌قیمتی به او هدیه می‌داد.
ملکه ماریا به عنوان یک زن سیاسی فعال توصیف نشده بود، هرچند که برخی از تاریخ‌نگاران از او به خاط ترغیب گاه‌به‌گاه شوهرش به ترحم به زیردستان تمجید کرده‌اند. با این حال، او تا حدی در سیاست مذهبی دخیل بود. او از پروژه مذهبی-امپراتوری مانوئل یکم، پادشاه پرتغال حمایت می‌کرد، از جمله طرح فتح قلمرو مملوک‌ها، نابود کردن مکه و مدینه و بازپس‌گیری مکان‌های مقدس مسیحی مانند اورشلیم. او همراه با همسرش، صومعهٔ ژرونیموس در لیسبون را تأسیس کرد.
در طول زندگی‌اش در پرتغال، ماریا تقریباً به‌طور مداوم باردار بود. معمولاً بین تولد یک فرزند و بارداری بعدی تنها چند ماه وقفه داشت. این وضعیت منجر به زوال مداوم سلامت او شد و پس از زایمان در ۱۵۱۶، گفته شده که او به حدی خسته شده بود که به‌طور موقت دچار گیجی ذهنی شده بود تا اینکه بهبودی یافت. او در ۷ مارس ۱۵۱۷ در لیسبون درگذشت و در صومعه ژرونیموس بلم به خاک سپرده شد.

## میراث
در سال ۱۵۸۰، پیوندهای دودمانی ناشی از ازدواج او راه‌حلی برای بحران جانشینی در پرتغال شد که نوه او فلیپه دوم اسپانیا را به عنوان «فیلیپ اول پرتغال» پادشاه پرتغال کرد.